# Гладченко Павло Митрофанович

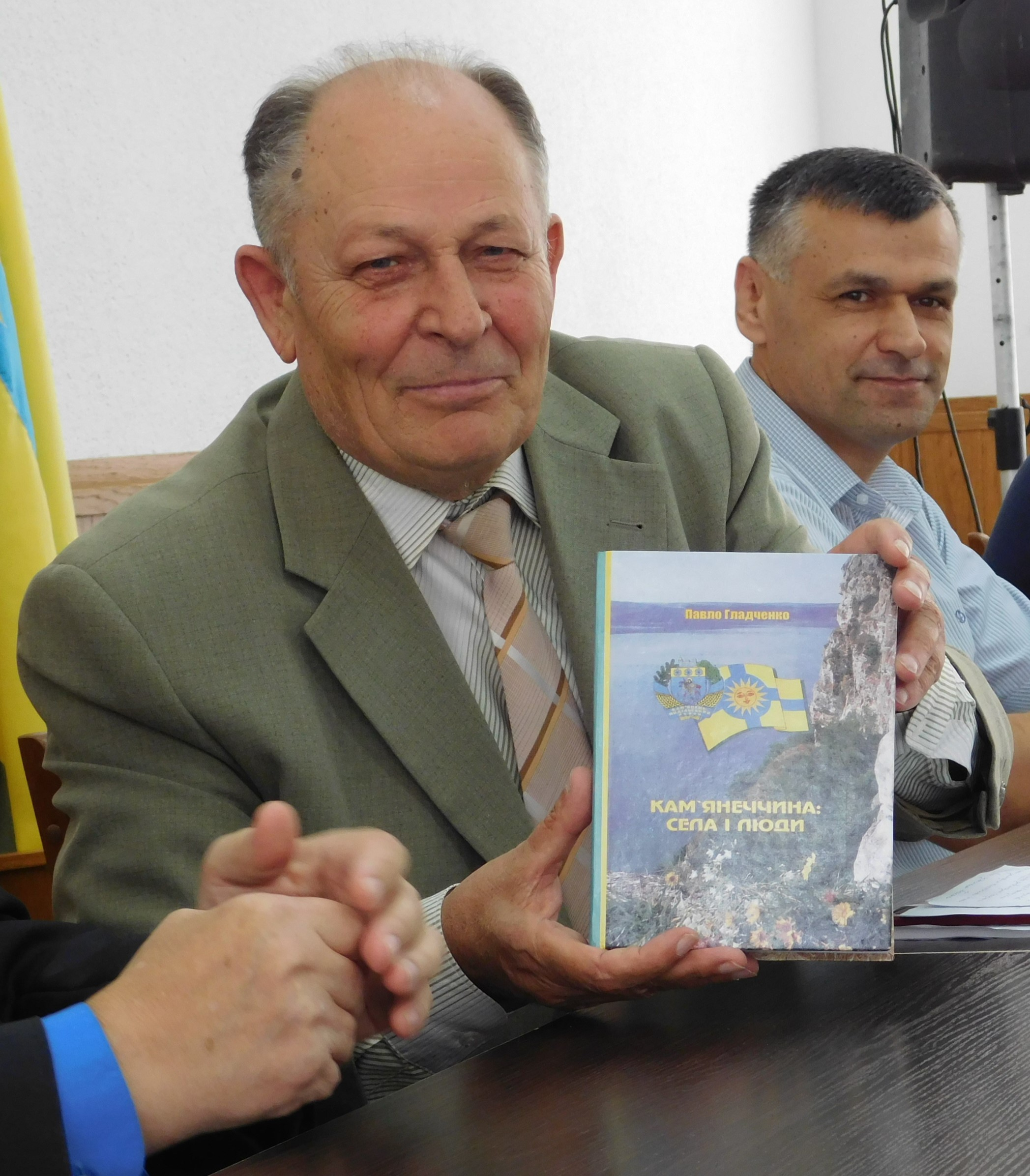

Павло́ Митрофа́нович Гла́дченко (* 10 липня 1944, село Великоцьк Міловського району Луганської області) — український краєзнавець. Полковник у відставці.

## Біографія
1967 року закінчив Бакинське вище загальновійськове командне училище імені Верховної Ради Азербайджанської РСР. 1978 року закінчив Військово-політичну академію імені Леніна. 1985 року закінчив Вищі академічні курси.
Службу в збройних силах проходив на різних командно-політичних посадах: від командира стрілецького взводу до начальника політвідділу — заступника начальника Кам'янець-Подільського вищого інженерного командного училища по політичній частині.
Учасник бойових дій в Анголі (1982—1984). Нагороджено орденом Червоної Зірки (1982), медалями.
Від лютого 1996 року до 2009 року працював у Кам'янець-Подільському районі Хмельницької області головним спеціалістом, начальником відділу внутрішньої політики районної державної адміністрації, керівником справ виконавчого апарату районної ради.

## Краєзнавча діяльність
- Член редакційної колегії наукового збірника «Кам'янеччина в контексті історії Поділля» (1998).
- Заступник голови редакційної колегії і співавтор літературно-художнього видання «Твої герої, Кам'янеччино» (2005).
- Заступник голови редакційної колегії і співавтор документально-публіцистичного видання «Край Кам'янецький» (2006).
- Упорядник і співавтор наукового збірника «Кам'янеччина: історія, розвиток, перспективи» (2008).
- Автор збірника художньо-документальних нарисів «Працею звеличені» (2009).
- автор-упорядник книги «Кам'янеччина: села і люди» (2017)